# Vente pa' ca
Vente pa' ca è un singolo del cantante portoricano Ricky Martin, pubblicato il 23 settembre 2016. Il brano vede la partecipazione del cantante colombiano Maluma.

## Video musicale
Il video musicale della canzone è stato diretto da Jessy Terrero. È stato girato a Miami presso l'Hotel al SLS South Beach 1375 sulla Collins AVE Florid State Road A1A, che ha fatto da scenografia  sia per l'introduzione che per  la parte sulla spiaggia propria dell'Hotel, comprese le scene finali di ballo che hanno utilizzato i gazebi esterni in piscina.

## Tracce
1. Vente pa' ca (feat. Maluma) – 4:19

## Altre versioni
Per il mercato australiano è stata realizzata una versione in lingua inglese del brano interpretata da Ricky Martin e Delta Goodrem.
Una versione k-pop è stata realizzata insieme a Wendy del gruppo Red Velvet.

## Classifiche
| Classifica (2016-17) | Posizione massima |
| -------------------- | ----------------- |
| Belgio (Vallonia)    | 79                |
| Cile                 | 1                 |
| Italia               | 65                |
| Portogallo           | 42                |
| Spagna               | 2                 |
| Svizzera             | 72                |